# Finger Lakes Railway
Die Finger Lakes Railway (AAR-reporting mark: FGLK) ist eine amerikanische Class-3-Bahngesellschaft, die in der Finger-Lakes-Region des US-Bundesstaats New York tätig ist. Das Unternehmen besitzt Bahnstrecken mit einer Gesamtlänge von 269 km und betreibt darauf sowie auf 92 km bundesstaatlicher Infrastruktur Schienengüterverkehr.

## Geschichte
Der Präsident der Finger Lakes Railway, Mike Smith, sein Geschäftspartner Bob Mortenson, die Farmrail Corporation (FMRC) und die Genesee and Wyoming (GWI) gründeten 1994 die Finger Lakes Railway, als sich Conrail von Bahnstrecken im Nordwesten des Bundesstaats New York trennen wollte. Am 22. Juli 1995 übernahm das neue Unternehmen Infrastruktur und Kundenstamm im Geneva Cluster von Conrail, nachdem die Verhandlungen mit Conrail 1994 abgeschlossen und die Genehmigungen beantragt worden waren. Zum Übernahmezeitpunkt wurden dort jährlich weniger als 5.600 Güterwagen befördert.
Während Conrail 1994 noch 1,3 Millionen US-Dollar Grundsteuer für die Bahnstrecken bezahlte, dort aber nur etwa 1,5 Millionen Dollar Umsatz erwirtschafte, vereinbarte die Finger Lakes Railway ein Payment in lieu of taxes (PILOT) mit den sechs betroffenen Counties Onondaga, Cayuga, Seneca, Ontario, Schuyler und Yates. Als Teil dieser Vereinbarung erwarben die sechs Counties die gesamte Schieneninfrastruktur der Finger Lakes Railway, vermieteten sie aber sofort und exklusiv zurück an die Bahngesellschaft. 2016 stellten die Bahngesellschaft und die Countys gemeinsam Anträge, um die Eigentumsverhältnisse zu ändern: Die Strecken sollen durch die Finger Lakes Railway erworben, an die Countys vermietet und durch die Bahngesellschaft wieder zurückgemietet werden.
Das PILOT mit einem fixen Anteil und einem an den Bruttoumsatz gekoppelten variablen Anteil reduzierte die Grundsteuerlast zunächst auf etwa die Hälfte des Conrail-Volumens. Der Umsatz der Finger Lakes Railway stieg in den Folgejahren deutlich an. 2008 wurden auf dem Gesamtnetz mehr als 18.000 Güterwagen befördert. Der Nutzerstamm wuchs zwischen 1995 und 2012 von 24 auf 82 und bis 2015 auf 90 regelmäßige Frachtkunden. 2012 beschäftigte das Unternehmen 54 Mitarbeiter.
2007 erwarb die Finger Lakes Railway 81 % der Anteile an der benachbarten Ontario Central Railroad (ONCT), die eine 21 km (13 Meilen) lange Strecke von Shortsville nach Victor im Güterverkehr betreibt und rechtlich weiterhin ein eigenständiges Unternehmen ist.
Über ihre hierfür gegründete Tochtergesellschaft Midcoast Railservice war die Finger Lakes Railway vom 1. August 2022 bis Juni 2024 im Schienengüterverkehr auf dem 92 km langen Abschnitt Brunswick–Rockland der Bahnstrecke Portland–Rockland in Maine tätig. Eigentümer der in Brunswick mit dem CSX-Streckennetz verbundenen Infrastruktur ist der Bundesstaat Maine. Die Übernahme dieser Güterverkehrsleistungen vom vorhergehenden Betreiber, der Canadian-Pacific-Tochterfirma Central Maine and Quebec Railway, war bereits 2021 genehmigt worden, hatte sich durch Verhandlungen mit dem größten Frachtkunden der Strecke jedoch verzögert. Nachdem jedoch die Schließung dieses Betriebs, eines Zementwerk, angekündigt wurde, beendete Midcoast Railservice am 12. Juni 2024 den regulären Betrieb.

## Infrastruktur

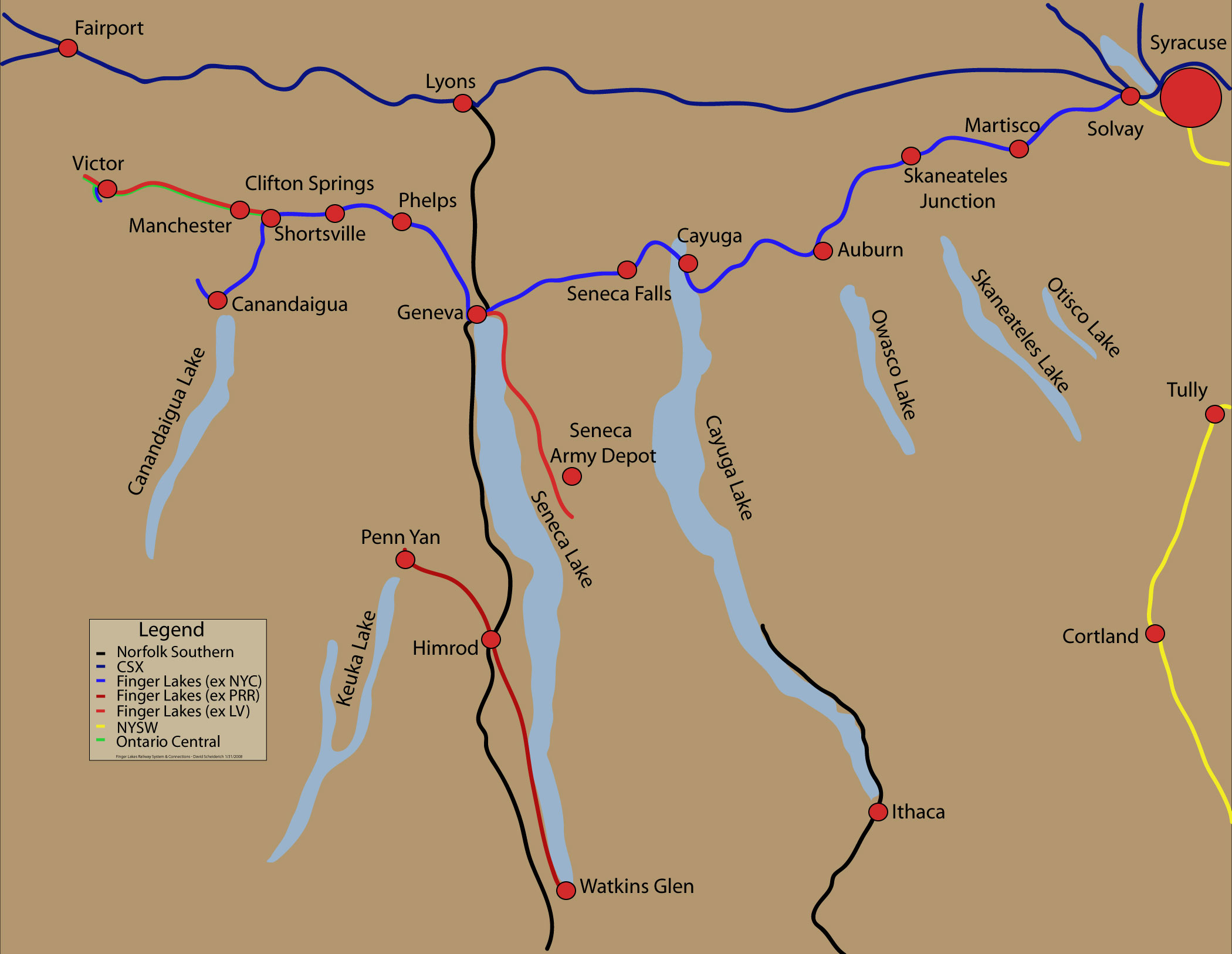
Streckennetz der Finger Lakes Railway im Bundesstaat New York und anschließende Verbindungen anderer Bahngesellschaften

Die Hauptstrecke der Finger Lakes Railway führt von Solvay bei Syracuse 122 km (76 miles) über Auburn, Cayuga, Seneca Falls, Geneva und Shortsville nach Canandaigua. Die Verbindung war ab Mitte des 19. Jahrhunderts Teil des Netzes der New York Central Railroad und ging mit dieser 1969 in die Penn Central über, ehe die Infrastruktur 1976 nach Insolvenz der Penn Central durch Conrail übernommen wurde. Die Finger Lakes Railway übernahm die Strecke am 22. Juli 1995 von Conrail.
In Solvay bzw. Syracuse tauscht die Finger Lakes Railway Güterwagen mit den Bahngesellschaften CSX Transportation und New York, Susquehanna and Western Railway, wofür Trackage Rights auf CSX-Infrastruktur im Großraum Syracuse gewährt wurden. In Geneva erfolgt der Wagentausch mit der Norfolk Southern Railway. In Shortsville beginnt die Bahnstrecke der Ontario Central Railroad.
Neben der Hauptverbindung betreibt die Finger Lakes Railway zwei Zweigstrecken. Von Geneva führt eine Strecke südwärts an der Ostseite des Seneca Lake bis zum 2000 geschlossenen Munitionsdepot Seneca Army Depot der United States Army. Die umfangreichen Gleisanlagen im früheren Depot werden zur Abstellung von bis zu 1.500 zeitweise nicht benötigten Güterwagen anderer Bahngesellschaften genutzt. Die Strecke ist ein Abschnitt der früheren Hauptstrecke Jersey City–Buffalo der Lehigh Valley Railroad, die 1976 ebenfalls in Conrail zusammengefasst wurde.
Die zweite Finger Lakes Railway-Nebenstrecke führt westlich und südwestlich des Seneca Lakes von Penn Yan über den Weiler Himrod in Dundee nach Watkins Glen. Sie wurde einst durch die Pennsylvania Railroad betrieben und gelangte über Penn Central und Conrail zur Finger Lakes Railway. In Himrod besteht eine Verbindung zur Norfolk Southern-Bahnstrecke Corning–Geneva–Lyons (Corning Secondary). Um die nicht mit dem übrigen Netz verbundene Strecke zu erreichen, besitzt die Finger Lakes Railway Trackage Rights zwischen Geneva und Himrod.

## Verkehr

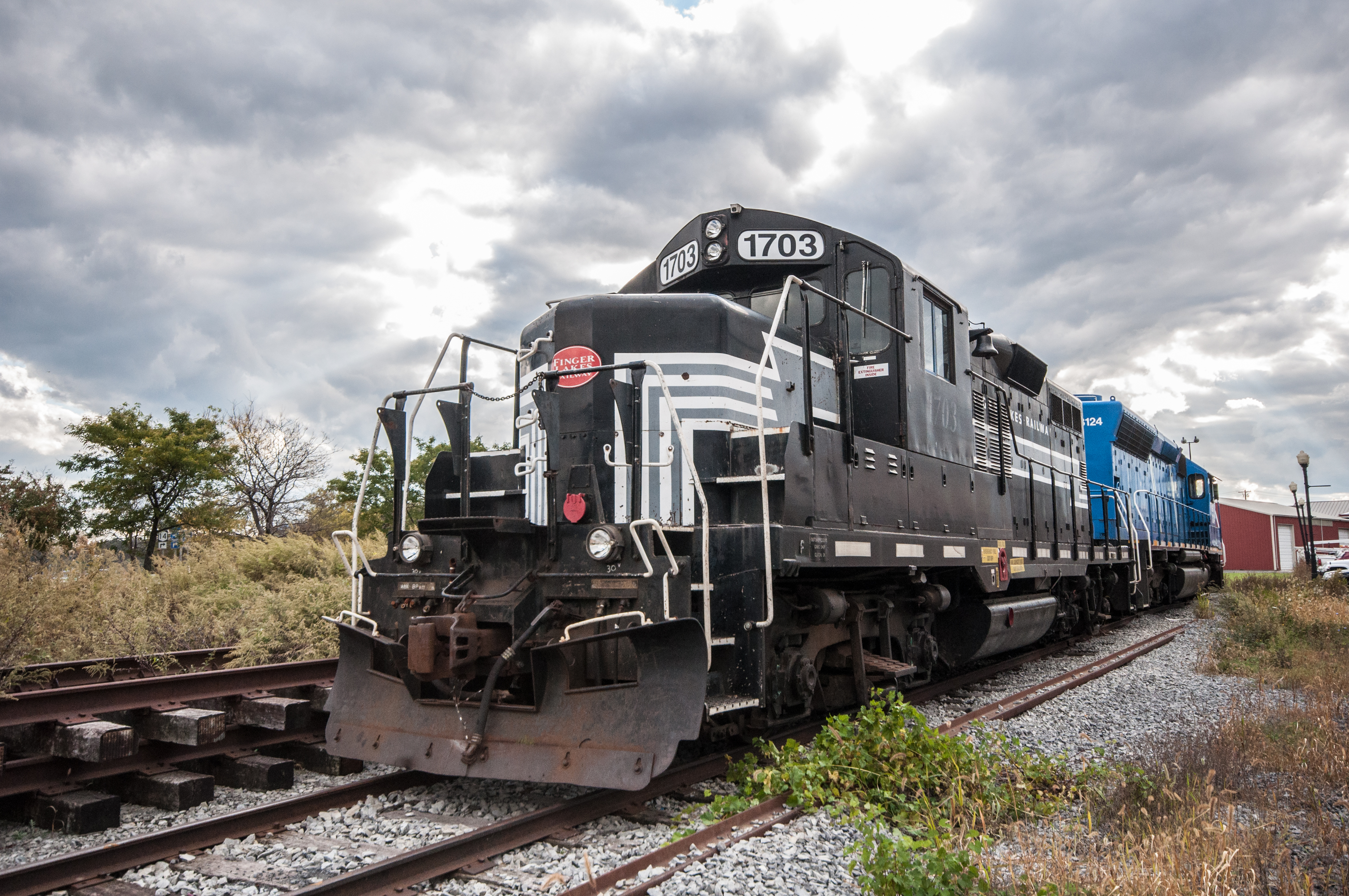
EMD GP9 der Finger Lakes Railway

Der Güterverkehr der Finger Lakes Railway umfasst vor allem Transporte von Salz, Stahlprodukten und -schrott, Papier, Baumaterial und landwirtschaftlichen Produkten. Neben Gleisanschlüssen werden auch eigene Ladegleise (Team Tracks) bedient und die Abstellung vorübergehend ungenutzter Wagen auf den Gleisen der Finger Lakes Railway angeboten. Zur Beförderung stehen 19 Diesellokomotiven zur Verfügung, darunter elf GE B23-7, zwei EMD GP9, zwei EMD SD38-2 und eine EMD GP40. Mehrere der Lokomotiven tragen eine an das Farbschema der New York Central Railroad angelehnte Lackierung. Zudem mietet das Unternehmen seit 2022 einen Budd-RDC-Dieseltriebwagen.
Zwischen 2001 und 2013 bot die Bahngesellschaft unter der Bezeichnung The Finger Lakes Scenic Railway auch Schienenpersonenverkehr als Tourismus-/Museumsbahn an. Seither werden mit Kooperationspartnern wie der Lehigh Valley Railroad Historical Society oder in Eigenregie sporadisch Sonderfahrten angeboten. 2022 wurde die Zahl der Fahrten gegenüber den Vorjahren deutlich erhöht.